# 青森地域広域事務組合
青森地域広域事務組合（あおもりちいきこういきじむくみあい）は、青森県青森市、東津軽郡平内町、外ヶ浜町、今別町、蓬田村の東青地域5市町村によって組織された複合的一部事務組合である。2015年4月1日に青森地域広域消防事務組合（あおもりちいきこういきしょうぼうじむくみあい）を承継し、常備消防事務も当組合の業務となった。

## 共同処理する事務[1]
- 青森市、平内町、外ヶ浜町、今別町および蓬田村に係る事務
  - 関係市町村の一体的な振興を図るための事業の実施並びに連絡調整に関する事務
  - ごみ処理施設、し尿処理施設の設置並びに管理に関する事務
  - 介護保険法に定める介護認定審査会の設置並びに運営に関する事務
  - 消防に関する事務（消防団に関する事務を除く）
  - 液化石油ガス設備工事の届出の受理に関する事務

- 外ヶ浜町、今別町および蓬田村に係る事務
  - 一般廃棄物の処分に関する事務
  - 火葬場の設置及び管理に関する事務

- 外ヶ浜町（旧三厩村域を除く）および蓬田村に係る事務
  - 産業廃棄物の処理に関する事務

- 青森市および平内町に係る事務
  - 浅虫夏泊県立自然公園地区の観光整備に関する事務

## 消防本部

### 沿革
- 1948年 - 青森市消防本部を設置し、1消防署3出張所（堤町、浜町、合浦）を開設する
- 1949年 - 合浦出張所を廃止し、沖館出張所を開設する
- 1952年 - 青森市消防本部及び消防署を移転する
- 1955年 - 堤町、沖館出張所を分署に改称する。旭町分署を開設する
- 1958年 - 堤町分署を廃止し、栄町分署を開設する。消防本部に救急車を配備する
- 1959年 - 油川分署を開設する
- 1964年 - 浅虫分署を開設する
- 1969年 - 筒井分署を開設する
- 1971年 - 新城分署を開設する
- 1972年4月1日 - 1市2町3村（青森市、東津軽郡今別町、蟹田町、平舘村、三厩村、蓬田村）により青森地域広域消防事務組合が発足する。今別分署、蟹田分署を開設する。
- 1973年 - 原別分署を開設する
- 1974年 - 浪館分署を開設する
- 1985年 - 東消防署を開設し、2署体制となる
- 1989年 - 横内分署を開設する
- 1992年 - 高規格救急車を配置する
- 1993年 - 旭町分署を廃止する
- 2005年 - 青森市と浪岡町の合併に伴い、浪岡町消防本部を青森地域広域消防事務組合に編入する。浪岡消防署を加えた3署体制となる
- 2006年4月1日 - 高度救助隊が発隊する
- 2008年6月14日 - 岩手宮城内陸地震の被災地に緊急消防援助隊を派遣する
- 2011年3月 - 東日本大震災の被災地に緊急消防援助隊を派遣する
- 2013年2月1日 - 平内町が加入する
  - 3月31日 - 平内消防署を加えた4署体制となる
- 2015年3月31日 - 青森地域広域消防事務組合を解散する[1]
- 2015年4月1日 - 青森地域広域消防事務組合の事務の全てを青森地域広域事務組合に承継する[1]

### 組織
- 消防本部 - 庶務課、予防課、警防課、通信指令課
- 消防署

### 主力機械
2020年4月1日現在
- 普通消防ポンプ車：11（救助隊：1）
- 水槽付ポンプ車：12（救助隊：1）
- 化学車：3
- 梯子車：2
- 大型化学車：1
- 大型高所放水車：1
- 泡原液搬送車：1
- 津波大規模風水害対策車︰1
- 小型動力ポンプ付水槽車：3
- 支援車：1
- 人員搬送車：2
- 救急車：18
- 救助工作車：2（高度救助隊：2）
- 指揮車︰6
- その他：32
- 小型ポンプバイク：7
- 合計：96

### 消防署
| 消防署     | 住所                          | 分署 |
| ---------- | ----------------------------- | --- |
| 中央消防署 | 青森市長島2-1-1               | 沖館：青森市沖館3-2-53 油川：青森市大字羽白字池上197-1 新城：青森市大字新城字平岡175-4 浪館：青森市西大野2-1-1 外ヶ浜：外ヶ浜町字蟹田14 今別：今別町大字今別字今別62-2 |
| 東消防署   | 青森市栄町1-10-10             | 浅虫：青森市大字浅虫字坂本51-7 筒井：青森市大字筒井字八ツ橋6-7 原別：青森市原別5-20-15 横内：青森市大字新町野字菅谷50-1                                                |
| 浪岡消防署 | 青森市浪岡大字浪岡字稲村101-1 | なし |
| 平内消防署 | 平内町大字小湊字小湊63        | なし |